# Goldschmiedekunst

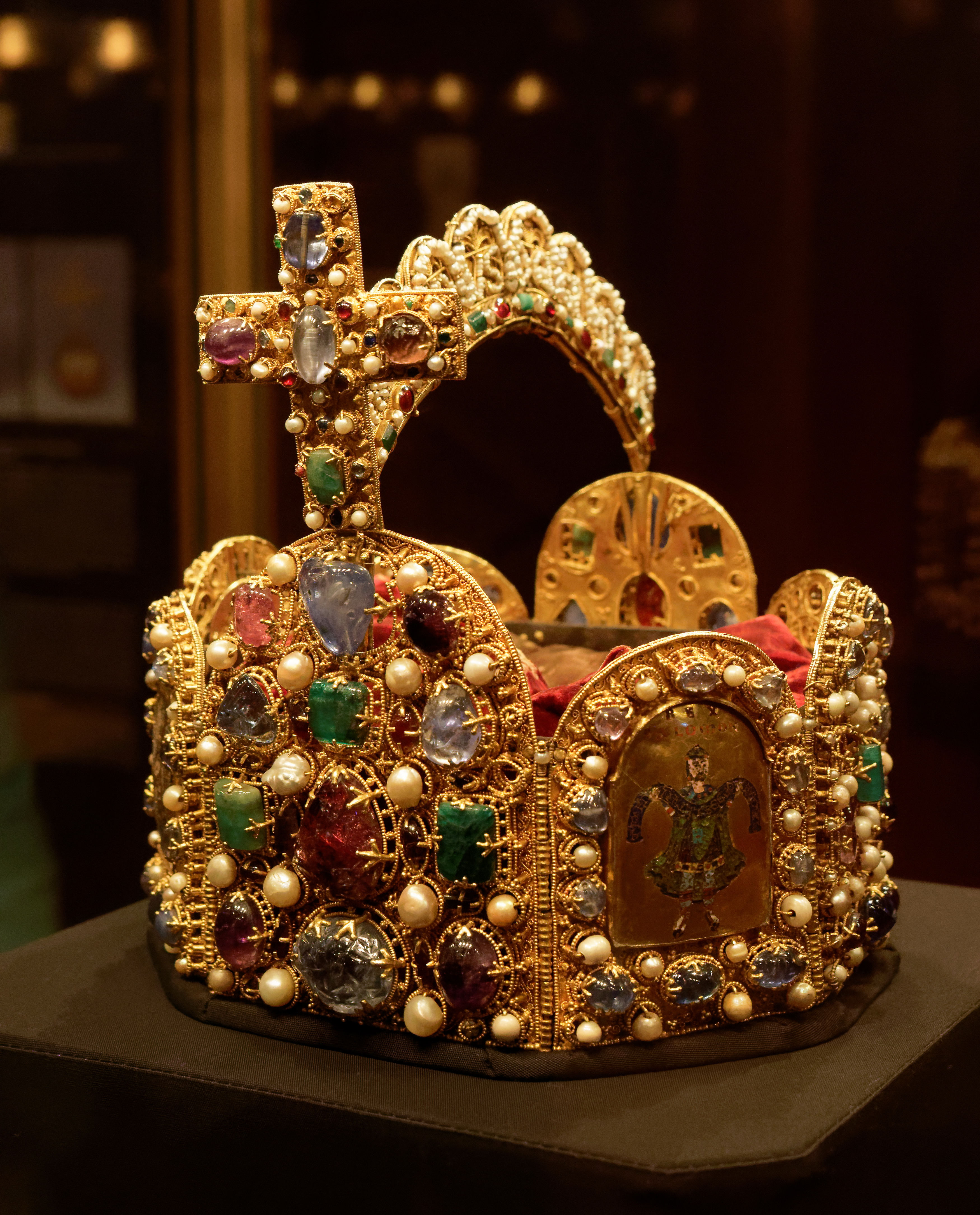
Die Reichskrone in der Wiener Schatzkammer (Goldfiligran, Edelsteine, Email)

Goldschmiedekunst ist die künstlerische Herstellung oder Verzierung von Gegenständen aus den Edelmetallen Gold, Silber und Platin.
In der Goldschmiedekunst werden Gold sowie Silber wegen ihrer geringen Brinellhärte und der Möglichkeit zur Farbveränderung sowie der Verbilligung hauptsächlich mit Kupfer und Silber legiert. Platin wird mit den Platinmetallen Iridium oder Palladium legiert. Platin wird für Schmuckzwecke aber auch mit Kupfer (Juwelierplatin), Cobalt oder Wolfram legiert (hart für mechanische Teile). Weißgold stellt man durch das Legieren mit Palladium oder Nickel her. Besonders nickelarme, preiswerte Gusslegierungen werden auch mit Cobalt gebildet. Weitere Farbgoldlegierungen sind möglich wie zum Beispiel Grüngold, das mit Cadmium legiert für Grandelschmuck benutzt wird. Mitunter werden für Dekorationszwecke auch intermetallische Verbindungen verwendet. Diese Materialien sind jedoch hart und brüchig und werden meist wie Steine gefasst oder geklebt. Bekannt wurden vor allem das sogenannte Blaugold und das Rubingold. Letzteres wird mit Aluminium gebildet. Die erforderlichen Hartlote wurden unter Zugabe von Metallen wie zum Beispiel Zink und Cadmium für Goldlot, die den Schmelzpunkt der Legierung herabsetzen, gebildet (wegen der gesundheitlichen Belastung durch Cadmium heute mehr und mehr durch andere Zusatzmetalle zur Senkung der Schmelzpunkte ersetzt).

## Techniken
Die in der Goldschmiedekunst gebräuchlichen Edelmetalle (das heißt Metalle, die keine chemische Verbindung mit Sauerstoff eingehen) lassen sich gießen wie andere Metalle. Gusstechniken wie Sandguss, Schleuderguss, Sepiaguss, Kokillenguss etc. finden sowohl im Handwerk wie auch in der Industrie Anwendung. Eine in der Kokille gegossene Platte – Plansche genannt – wird anschließend zu Blech oder Draht gewalzt, um dann mit spanabhebenden Werkzeugen (Feilen, Sägen) oder mit umformenden Techniken wie Treiben, Biegen, Hämmern oder mit Ziehprozessen weiter bearbeitet zu werden. Zu den gebräuchlichsten Verbindungstechniken zählen das Löten und das Nieten (in seltenen Fällen auch das Schweißen). Als abschließender Arbeitsgang steht üblicherweise Schleifen und Polieren oder Mattieren.
Als Vergoldungs- und Versilberungstechniken kommen heute in der Regel die galvanischen Möglichkeiten zur Anwendung. Die Feuervergoldung (Versilberung), basierend auf dem Abdampfen von Gold- bzw. Silberamalgam, wird heute wegen der Verwendung von giftigem Quecksilber nur noch von sehr wenigen Betrieben ausgeführt. Unter Einsatz modernster Umweltschutztechnik und Einhaltung strenger Vorschriften werden für Museen, Kirchen und für den Kunst- und Luxusmarkt Stücke restauriert und angefertigt.
Ziertechniken der Goldschmiedekunst sind Email, Niello, Filigran, Gravur, Granulation, Tauschierung, Punzierung und diverse Ätztechniken.
Gegenstände der Goldschmiedekunst sind häufig besetzt mit Edelsteinen, Perlen, Korallen, Kameen, Gemmen etc. sowie Niello und Email.
Werke der Gold- und Silberschmiedekunst sind nur lückenhaft erhalten, da die Kunstwerke wegen ihres reinen Materialwerts in Notzeiten häufig eingeschmolzen wurden.

## Geschichte

### Frühgeschichte
Zeugnisse der Goldschmiedekunst gibt es in Europa seit dem fünften Jahrtausend vor Christus (Warna-Kultur, Gräberfeld von Warna). Auch aus der Zeit der Etrusker in Italien oder der Thraker im geographisch weitgefassten Gebiet des Balkan sind Funde belegt. In der Bronzezeit wurden Goldschmuck, Prunkwaffen und Kultgeräte mit der gleichen Technik hergestellt wie Gegenstände aus Bronze. Kelten und Germanen hinterließen erstaunliche Goldschmiedearbeiten, die oft im Zusammenhang mit ihren kultischen Gebräuchen und der Astronomie standen. Hervorragende Zeugnisse der außereuropäischen Goldschmiedekunst sind erhalten aus dem Neuen Reich Ägyptens (Siehe Altägyptische Kunst), zum Beispiel die reichen Schmuckbeigaben im Grab Tutanchamuns (KV62), oder aus den Andenkulturen mit ihrem sagenhaften „Eldorado“.

### Antike und Frühmittelalter

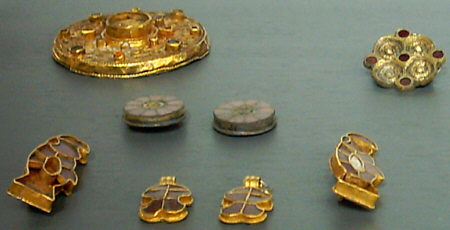
Schmuck aus Nordendorf, 6./7. Jahrhundert, merowingisch. Römisches Museum, Augsburg

Kenntnisse über Goldschmiedekunst und Formensprache der Antike und dem Hellenismus blieben in der byzantinischen Kunst erhalten und hatten durch die diplomatischen Beziehungen sowie die Handelsbeziehungen der Karolinger im Frühmittelalter mit Byzanz Auswirkungen auf die romanische Kunst.
Aus der Zeit der Völkerwanderung sind zahlreiche Beispiele von goldenen Prunkwaffen, Fibeln, Schmuck, kunstvollen Beschlägen von Zaumzeug und Pferdesätteln etc. gefunden worden. Die Germanen versahen diese Gegenstände auch mit geschliffenen Glaseinlagen oder Almandinen.
Einzelne Funde sind aus dem Wikingerraum, der sich zwischen dem 8. und 11. Jahrhundert zeitweise von Skandinavien bis Großbritannien und Russland erstreckte, erhalten. Darüber hinaus hatten der Handel mit Bernstein bis weit in den Mittelmeerraum hinein einen großen Einfluss auf die Kunst und Kultur der Wikinger. Sie beherrschten die üblichen Techniken der Bearbeitung von Feinmetall sowie die Technik der Vergoldung von Bronze und Silber. Erhalten ist der Silberschatz von Cuerdale, Lancashire, der im 10. Jahrhundert vergraben worden ist mit Armreifen, Fibeln, Beschlägen etc., die relativ grob durch Punzieren und Gravieren bearbeitet sind. Von besonderer Kunstfertigkeit zeugen die mit Schnüren aus Goldfiligran bedeckten oder mit verschlungenen Ornamenten und Fabeltieren aus Goldfiligran oder in Niello-Technik geschmückten Broschen, Halsbändern und Anhänger, die ebenfalls in England gefunden wurden. Mit diesen Schmuckstücken wurde auch Handel getrieben. Auf diese Weise floss die von den Wikinger entwickelte Ornamentik in die Goldschmiedekunst und andere Bildkünste der Romanik ein.

### Mittelalter

#### Frühmittelalter (9./10. Jahrhundert)
Seit karolingischer Zeit gehörten Goldschmiedearbeiten zu den bedeutendsten Aufträgen, die der Kunst gestellt werden konnten. In der Neuzeit änderte sich dies, und heute stellt das Handwerk der Edelmetallbearbeitung nur noch einen Randbereich des gestalterischen Schaffens dar.
Die Aufgaben der Goldschmiedekunst im Mittelalter waren unter anderem Antependien, liturgische Geräte, Kreuze, vor allem aber Reliquiare sowie außerhalb des sakralen Bereichs die Würdezeichen des Herrscherornats (Kronen, Zepter). Das Leuchten des Goldes wurde in unmittelbarer Beziehung zur Aura des Heiligen und Herrschenden begriffen.
Die künstlerisch bedeutendsten frühen Arbeiten sind Buchdeckel, die oft als Geschenk des Kaisers hergestellt wurden. Der vielleicht in Reims angefertigte Evangelienbuchdeckel des Codex aureus von St. Emmeram steht mit seiner Felderteilung und in Einzelmotiven in der Tradition antiker Vorbilder.  Von den zahlreichen in Schriftquellen bezeugten goldenen Antependien hat sich aus karolingischer Zeit nur der berühmte paliotto in Sant’Ambrogio (Mailand) erhalten. Zu den wenigen Exemplaren eines Gemmenkreuzes aus karolingischer Zeit gehört das sog. Ardennenkreuz (um 820–825). Erhaben aufgesetzte Steine und kräftige Farbwirkung sind charakteristisch für diese Frühzeit.
Nach dem Verfall des Frankenreiches ging ein Teil der Macht im Reich auf die großen Kirchenfürsten über; entsprechend verlagerten sich auch die Werkstätten in den Umkreis bedeutender Bistumssitze. So entstand in Trier bei Erzbischof Egbert im Auftrag König Ottos III. und seiner Mutter Theophanu der Buchdeckel (985/991) des Codex aureus Epternacensis, er zeigt gegenüber dem Emmeraner Buchdeckel jetzt deutlicher auf Byzanz zurückgreifende, enträumlichte und entkörperlichte Formen. Auch der Reliquienbehälter für den Petrusstab (um 980) in Limburg, das Otto-Mathilden-Kreuz (um 980–990) in Essen und der von Egbert selbst in Auftrag gegebene Andreas-Tragaltar (auch Egbert-Schrein, vor 993) im Trierer Domschatz stammt aus dieser Werkstatt. Letzterer enthält die Sandale des Apostels und ist ein Beispiel für die vielfältigen Formen redender Reliquiare, die in Gestalt des enthaltenen Körperteils oder Gegenstandes wiedergegeben wurden. Kopf-, Büsten- und Armreliquiare sind die häufigsten Ausformungen. Der Egbertwerkstatt werden auch der sogenannte Berliner Rahmen  und das Servatius-Kreuz (beide um 990) mit ihren ornamentalen, zartfarbigen Emailfeldern und Filigranmustern zugeschrieben. Um die Jahrtausendwende scheinen auch zum ersten Male vollplastische Kultbilder zu entstehen. Die Essener Goldene Madonna (um 980), veranschaulicht als einzige noch mit dem ursprünglichen Goldblech bekleidete Holzskulptur, welche Nähe zwischen der Kunst der Bildhauer und Goldschmiede bestand. Noch ist in Stein ausgeführte Skulptur selten, noch stehen in der Hierarchie der Künste die Werke der Goldschmiedekunst ganz oben, aber sie haben noch keinen Vorbildcharakter für die Herausbildung der mittelalterlichen Großplastik.

Mitteleuropäische Goldschmiedewerke des 9. und 10. Jahrhunderts
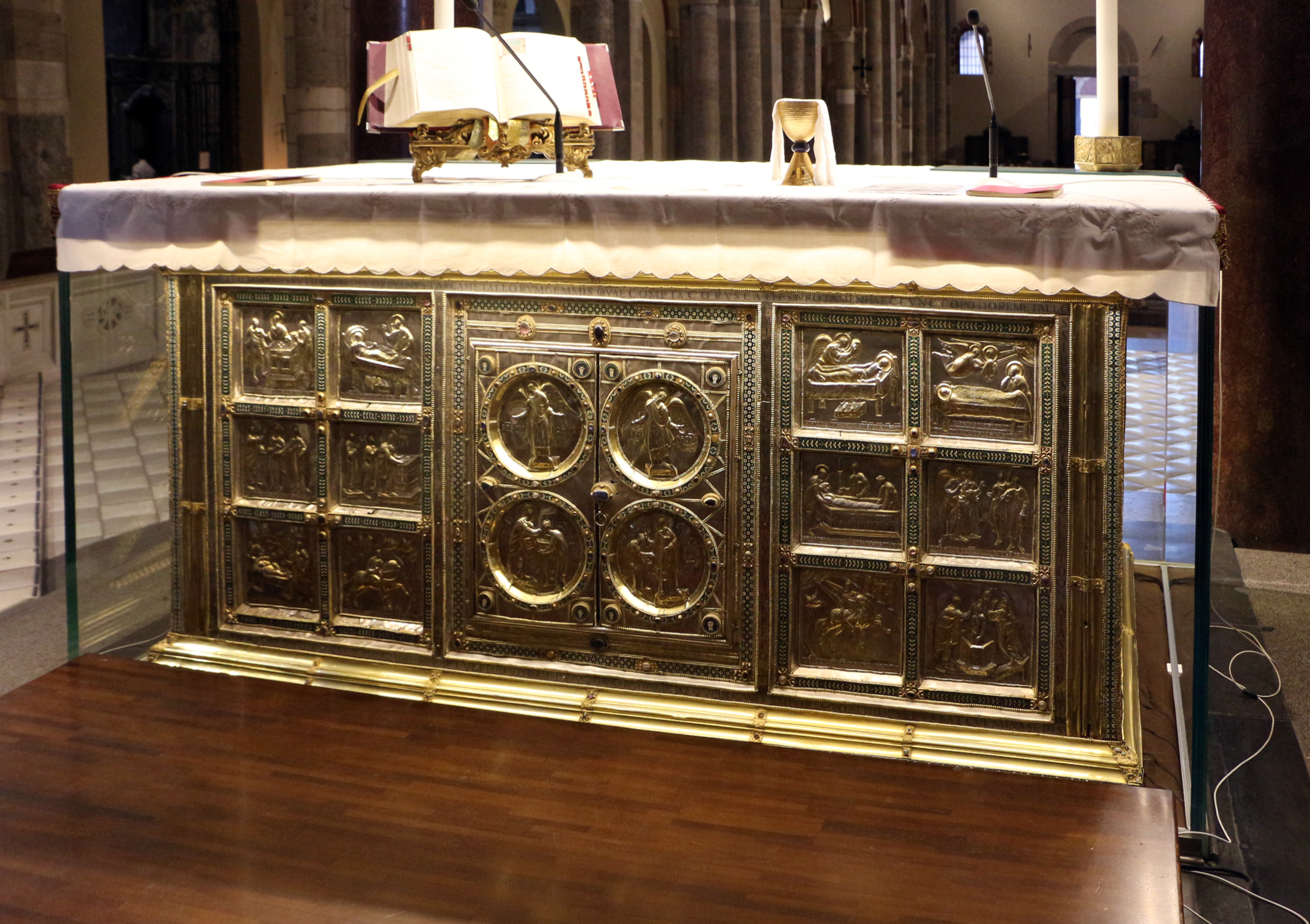
Pala d’oro von Sant’Ambrogio, Mailand – goldene Altarverkleidung von Volvinius mit Darstellungen Christi und der Apostel, entstanden 824/856
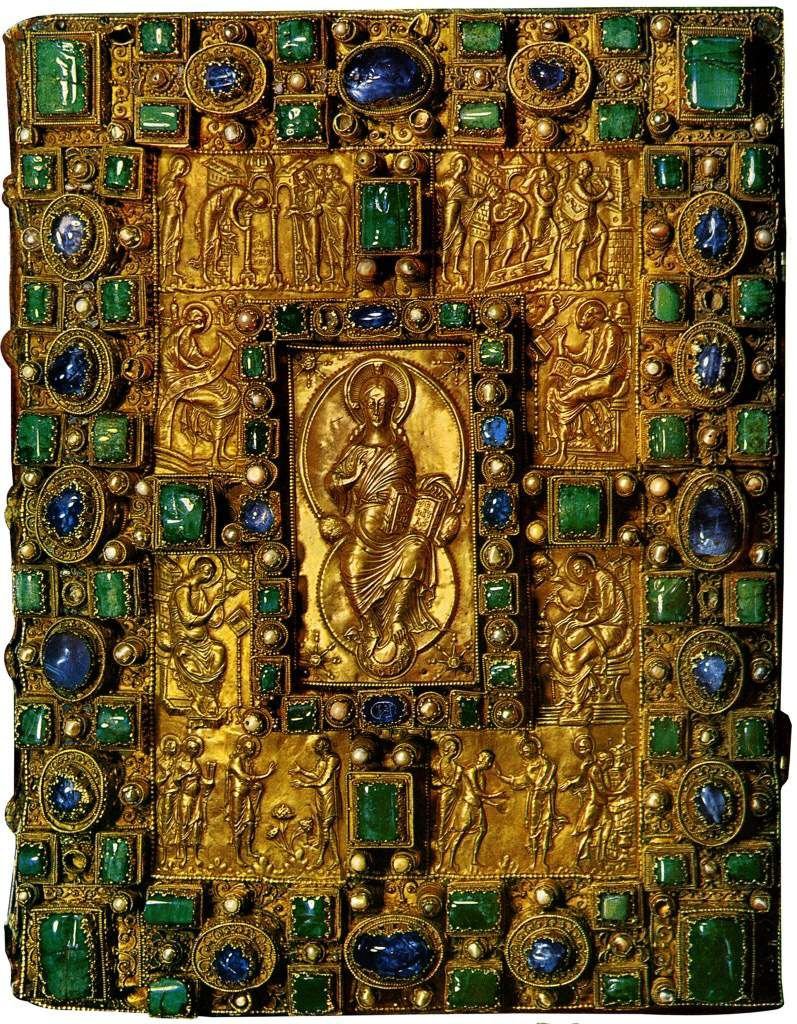
Deckel des Codex aureus von St. Emmeram, Westfrankreich, um 870 (Staatsbibliothek München)
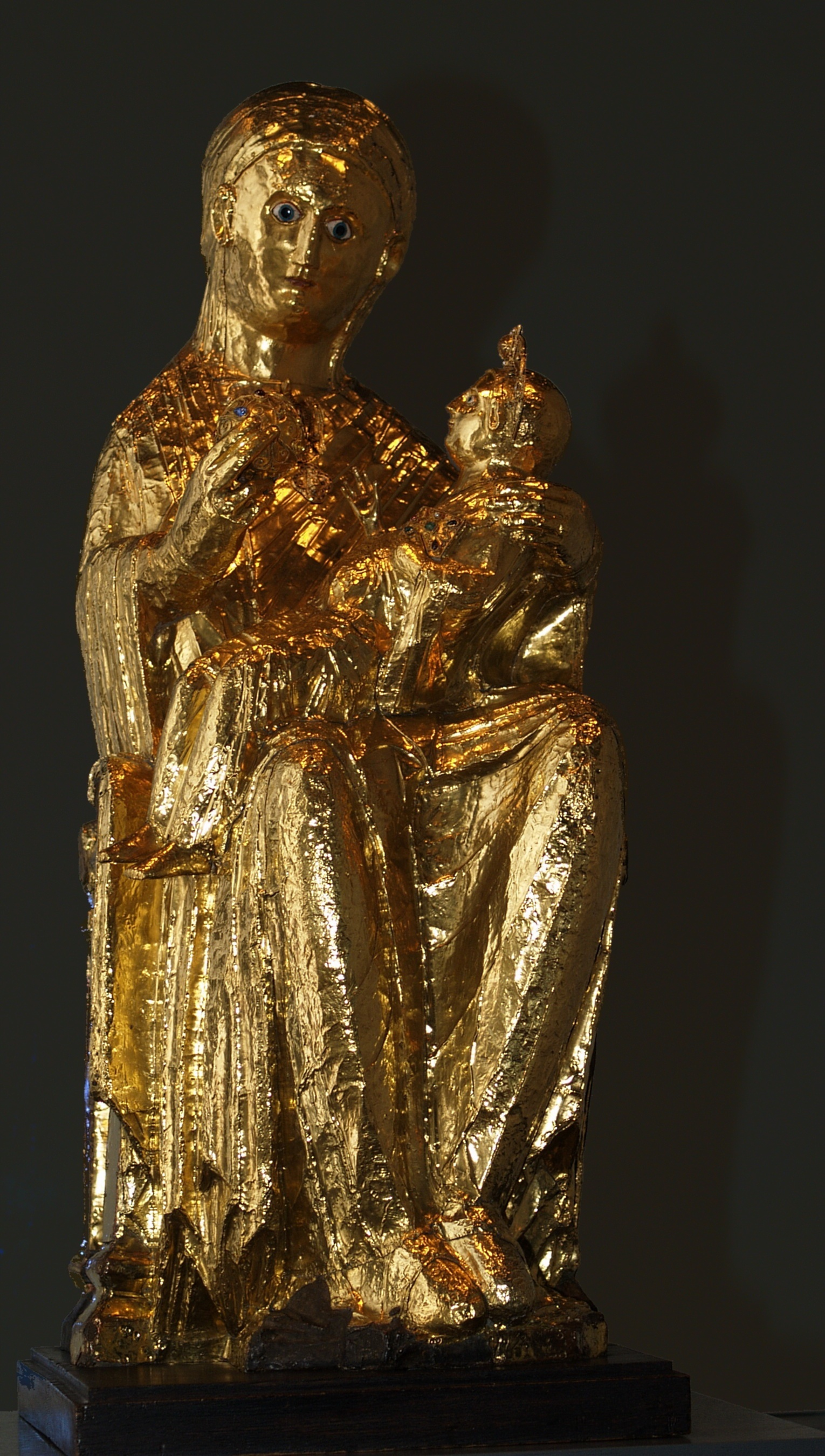
Goldene Madonna, Köln um 980, Essener Domschatz
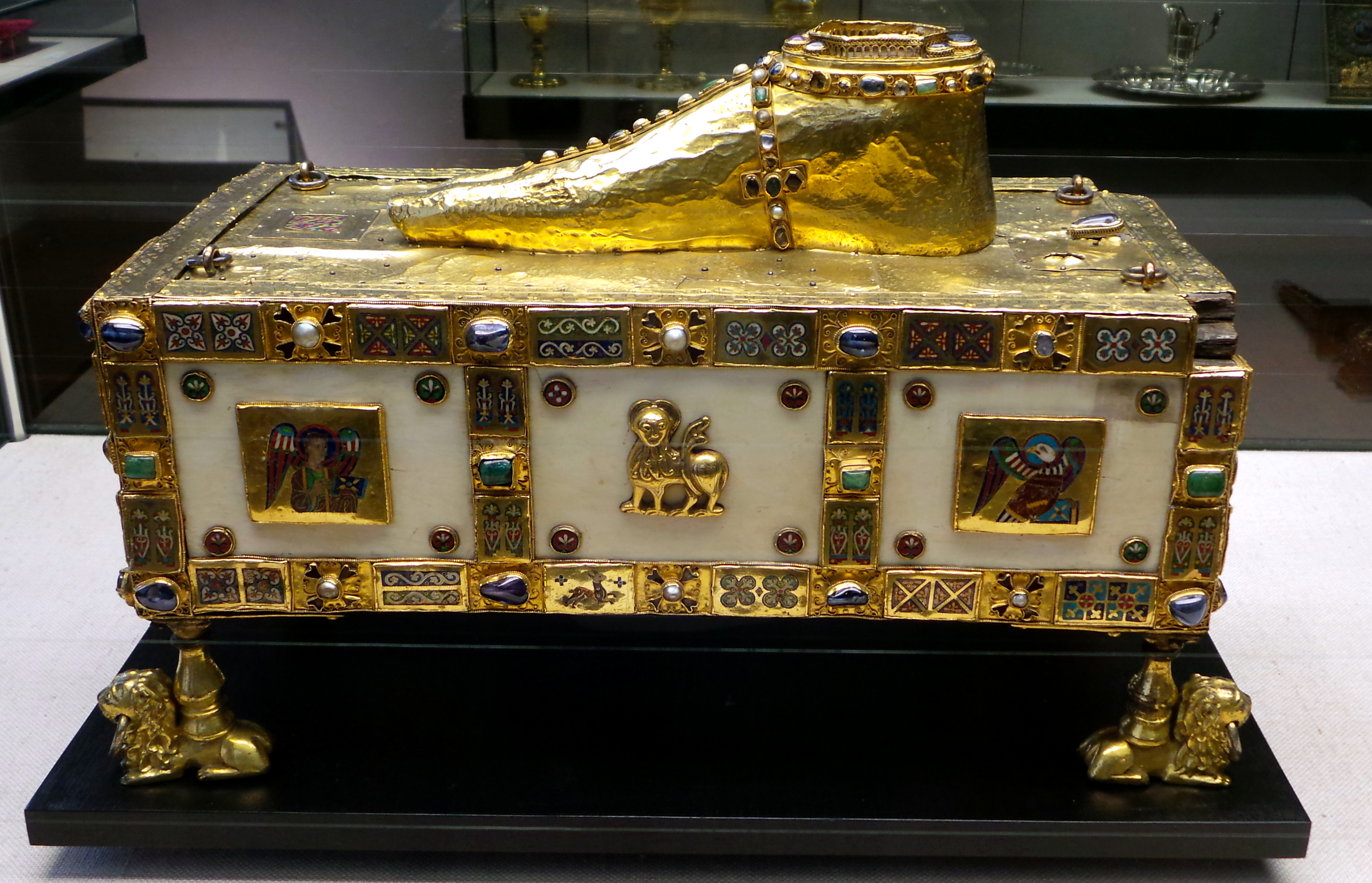
Andreas-Tragaltar, Egbert-Werkstatt Trier, vor 993, Trierer Domschatz

#### 11. Jahrhundert
Das große goldene Basler Antependium, eine Stiftung Heinrichs II. wahrscheinlich zur Weihe 1019 des Basler Münsters, zeigt Christus mit Engeln und Heiligen als schlanke Figuren im flachen Relief unter Arkadenbögen, eine Anordnung, die eine – wenn auch indirekte – Kenntnis antiker Sarkophagreliefs voraussetzt.
In den ersten Jahrzehnten des neuen Jahrtausends entsteht noch einmal eine Reihe kostbarster Kreuze, oft im Zusammenhang kaiserlicher Schenkungen von Kreuzpartikeln: vor 1022 das große Hildesheimer Bernwardskreuz, um 1000 das Nordhäuser Kreuz und das in Köln gefertigte Lotharkreuz im Aachener Domschatz, um 1006 das von der ungarischen Königin dem Kloster Niedermünster Regensburg gestiftete Giselakreuz, das zu den Reichskleinodien in Wien gehörende Reichskreuz (um 1025–1030), um 1050 das Kölner Hermann-Ida-Kreuz (Herimannkreuz), die vier goldenen Kreuze des Essener Domschatzes – davon das früheste, das Otto-Mathilden-Kreuz, noch aus dem 10. Jahrhundert, das sog. Kreuz mit den großen Senkschmelzen (vor 1011) und das Theophanu-Kreuz (1039–1058). Dem westfälischen Borghorster Stiftskreuz (um 1050) folgen das Fritzlarer Heinrichskreuz (um 1080) und das große Gemmenkreuz der ungarischen Königin Adelheid aus dem Kloster St. Blasien (1086–1108).

Goldschmiedearbeiten des 11. Jahrhunderts
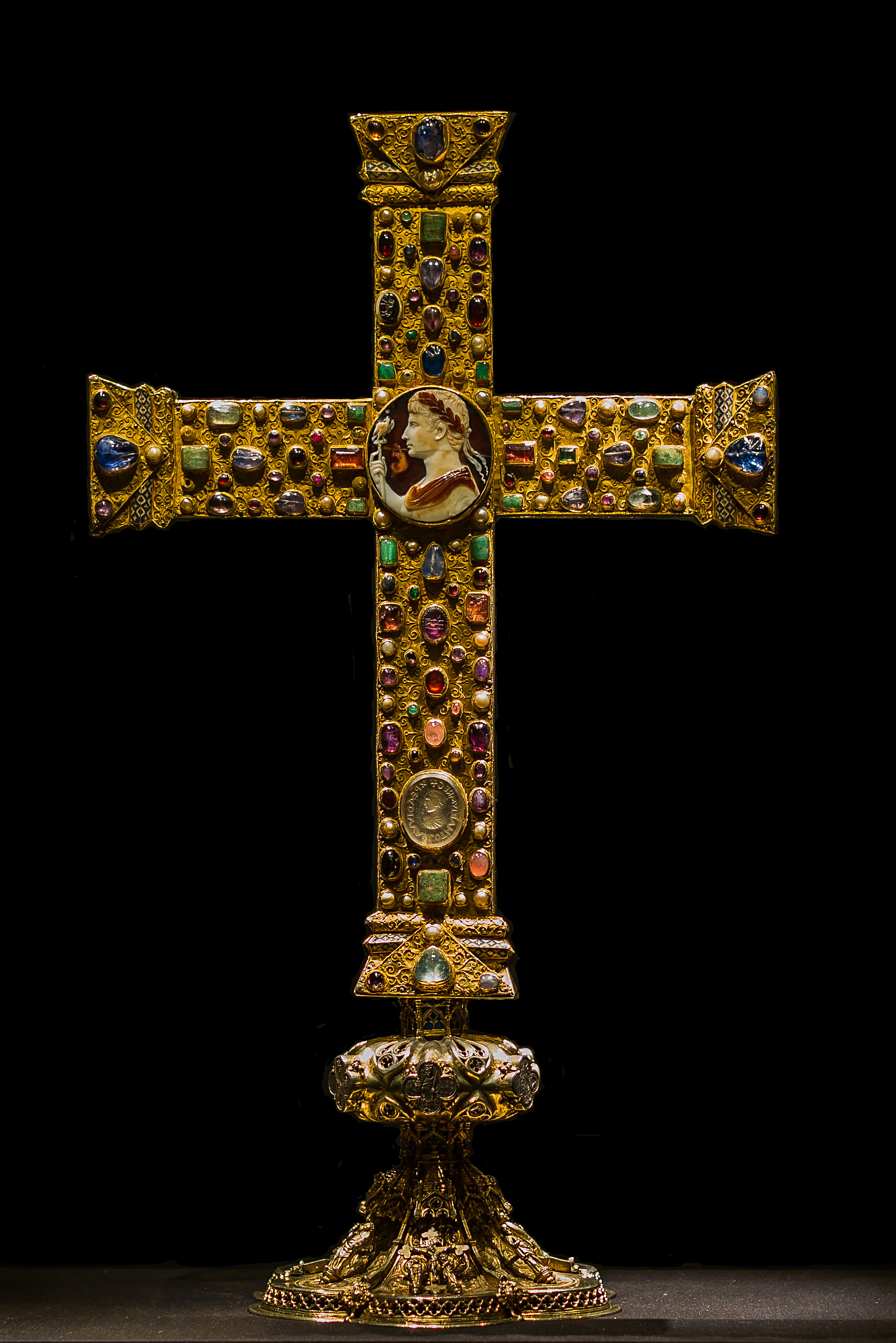
Lotharkreuz, Köln um 1000, Aachener Domschatz
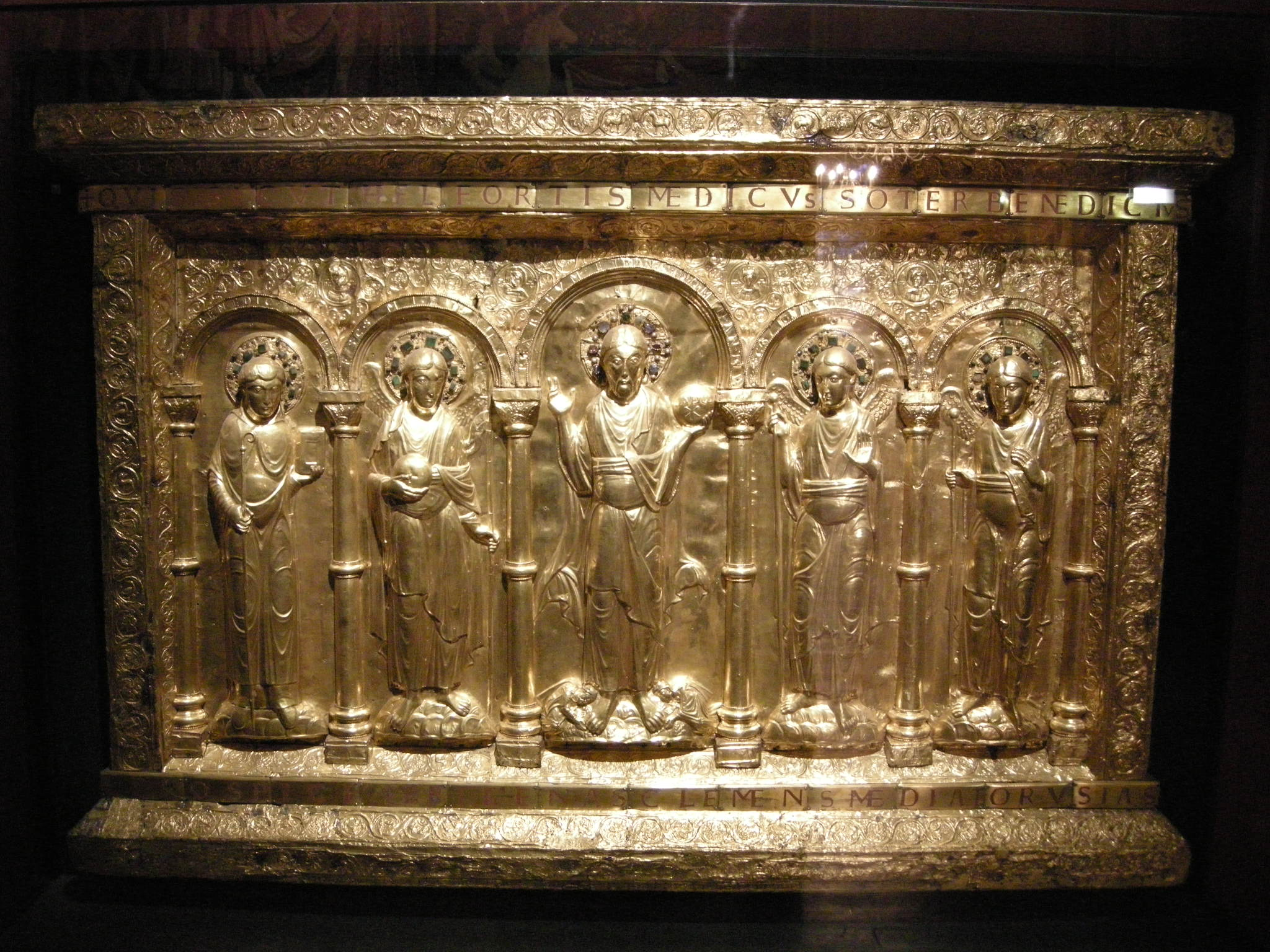
Das Basler Antependium, Bamberg (?) Anfang des 11. Jahrhunderts, Paris, Museé Cluny
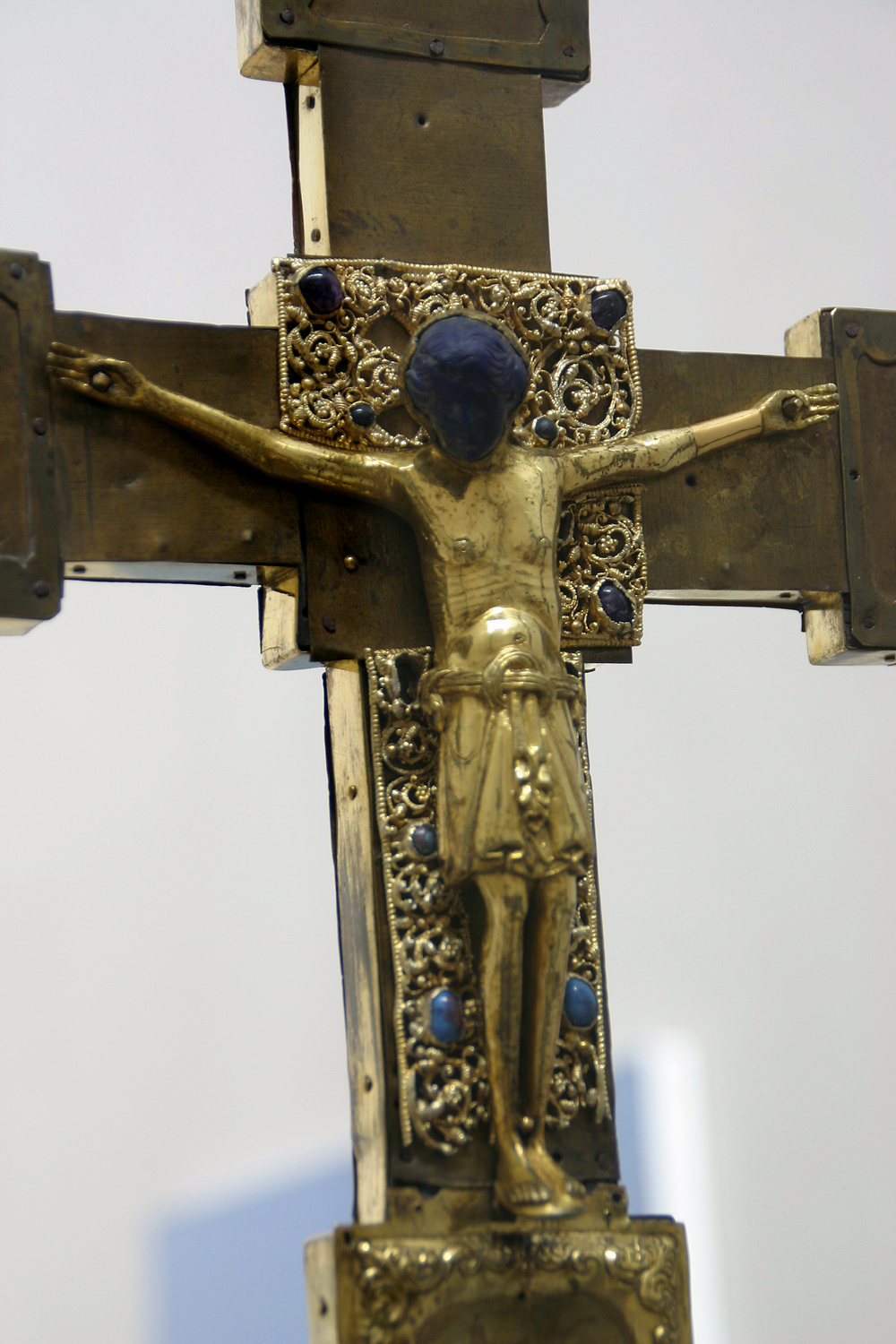
Herimannkreuz: Holz, Goldfiligran, vergoldete Bronze, antiker Lapislazuli-Kopf; Köln um 1035/50, Kolumba
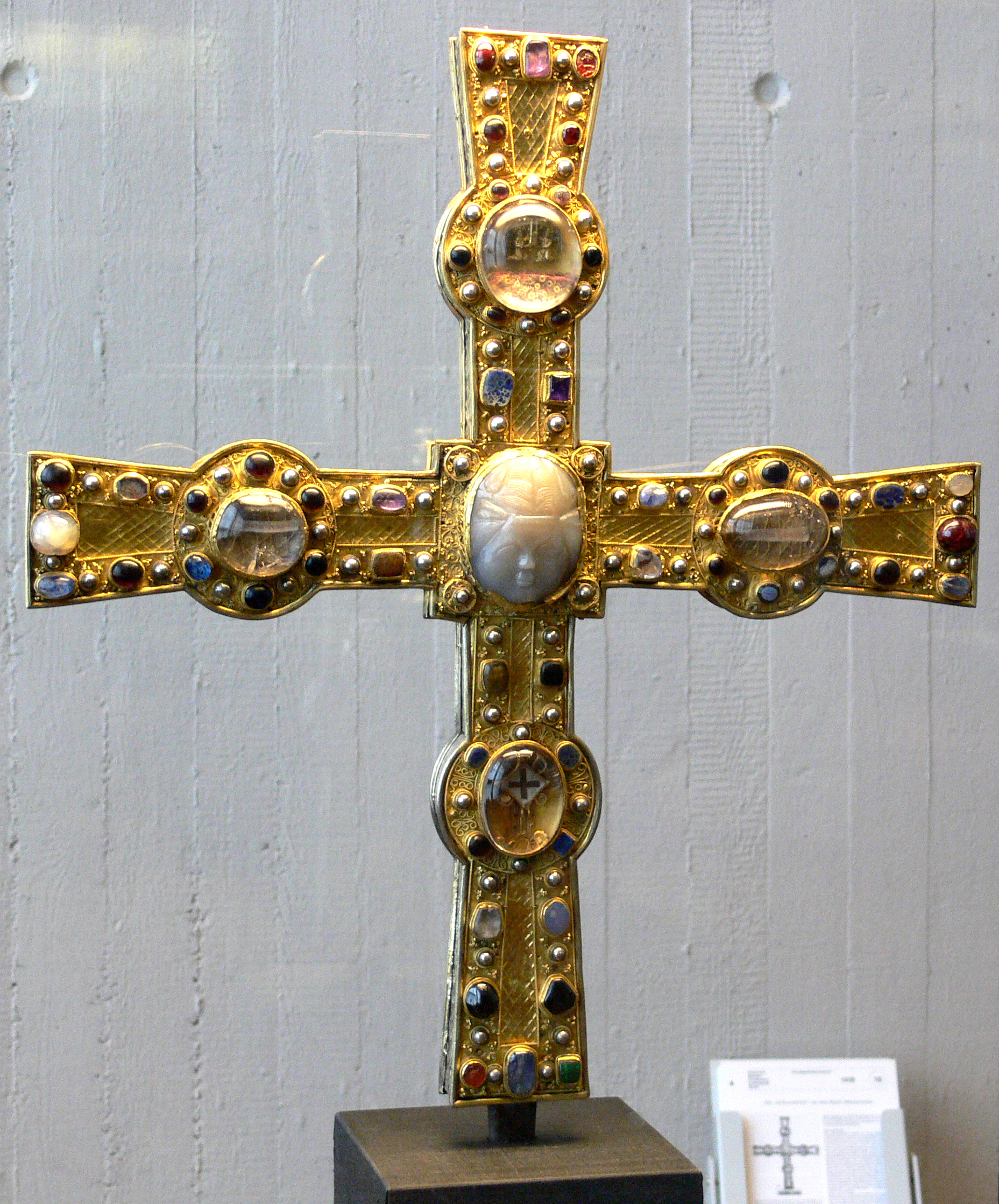
Heinrichskreuz aus dem Basler Münsterschatz, frühes 11. Jahrhundert, Kunstgewerbemuseum Berlin

#### 12. Jahrhundert
Die romanische Goldschmiedekunst der Epoche der Stauferzeit bringt deutliche Neuerungen: Zwar bleiben kirchliche Geräte und Reliquiengehäuse die wichtigsten Aufgaben, doch verlagert sich die Produktion mit der Zeit aus den Klöstern in die bürgerlichen Werkstätten der prosperierenden Städte. Drei Zentren sind deutlich auszumachen:
- Aachen und das Maastal mit Lüttich,
- Köln als Rheinmetropole und
- Sachsen mit Hildesheim, Magdeburg und Braunschweig.

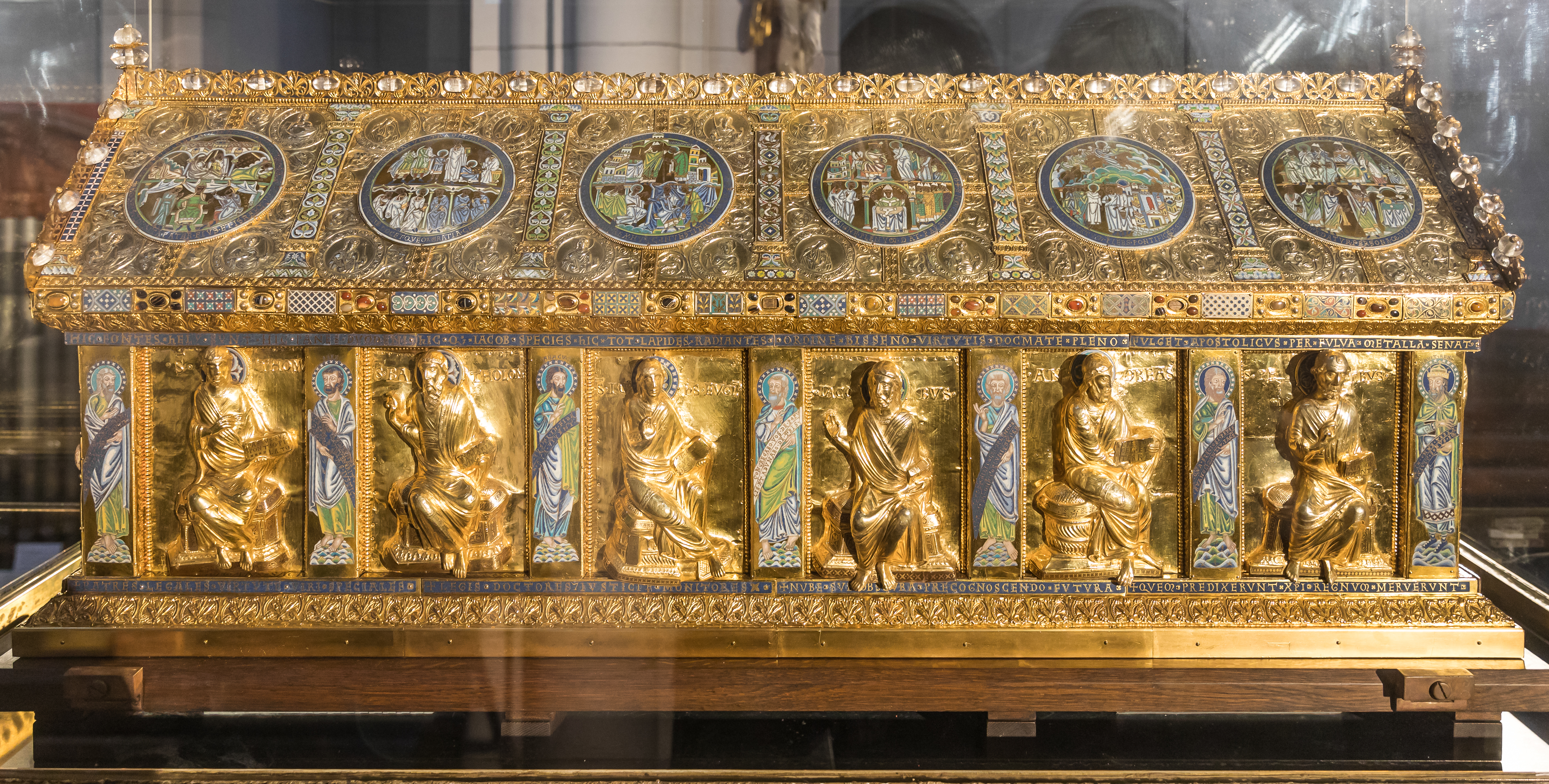
Heribertschrein, Petrusseite mit Dach

Neue Techniken werden jetzt bevorzugt: das vorromanische Zellenschmelzemail mit seinen transluziden Farben und dem durchschimmernden Goldgrund wird abgelöst vom Grubenschmelz mit seiner opaken, farbkräftigen Materialität. Die Verarbeitung von purem Gold geht zurück zugunsten des feuervergoldeten Kupfers oder Silbers. Szenen und figürliche Motive nehmen zu, wobei der bisherige weiche, reliefhafte Stil sich zu stärkerer Plastizität entwickelt und vollrunde Figurendarstellungen ermöglicht. Pilgerreisen und Kreuzzüge, später auch die Plünderung Konstantinopels (1204), brachten in einer Welle von Reliquientranslationen die Heiltümer in den Norden, wo die stolzen neuen Besitzer dafür kostbare Gehäuse beschafften. In vorgotischer Zeit konnten sie die schlichte Kastenform eines Tragaltars haben. Den bekanntesten, im Paderborner Abdinghofkloster schuf Roger von Helmarshausen, der früher mit Theophilus, dem berühmten Verfasser einer Technologie der mittelalterlichen Künste, auch der Goldschmiedetechniken identifiziert wurde. Für größere Reliquienkorpora dienten Reliquienschreine, die zunächst die  Gestalt von sargförmigen Giebelkästen hatten. Die prächtigsten stammen aus der Landschaft zwischen Rhein und Maas: Ab etwa 1170 entstand der Heribertschrein in Köln-Deutz, in Emailmedaillons ist dort die Lebensgeschichte des Heiligen dem Heilsweg von Altem und Neuem Testament zugeordnet. Ein Jahrzehnt später folgt der Annoschrein aus dem Umkreis des Nikolaus von Verdun. Die Figuren sind hier verloren gegangen, dafür vermitteln die Emailtafeln seines Klosterneuburger Altars (1181) eindrucksvoll die Gestaltungskraft dieses wohl bedeutendsten Goldschmieds des Mittelalters. Nikolaus gilt auch als Schöpfer des Dreikönigenschreins im Kölner Dom, einem großen und großartigen, allerdings durch Beraubungen, missverstandene Restaurierungen und Ergänzungen beeinträchtigten Werk. Es hat die Form einer siebenjochigen Basilika; von jetzt an nehmen Reliquienschreine die Gestalt kirchenschiffartiger Architekturen an. Die Prophetenfiguren (1181–1191) des Dreikönigenschreins gehören zu den bedeutendsten Bildwerken ihrer Epoche und gaben Impulse für die weitere Entwicklung der Skulptur um 1200. Um 1200 entstand der von Barbarossa für die Gebeine seines Vorgängers in Auftrag gegebene Karlsschrein in Aachen mit seinem imperialen Bildprogramm. Ähnlich aufwändig, teils mit einem umfangreichen Bildprogramm ausgestattet waren die riesigen Radleuchter aus vergoldetem Kupfer, von denen sich vier erhalten haben, so der Barbarossaleuchter im Aachener Dom (um 1165–1170), der stilistisch den Einfluss maasländischer Kunst zeigt. In Form, Material und künstlerischem Rang ganz isoliert und einzigartig ist der Cappenberger Kopf aus vergoldeter Bronze, die „erste unabhängige Porträtdarstellung der abendländischen Kunst seit karolingischer Zeit“ (Fillitz).

Goldschmiedearbeiten des 12. Jahrhunderts
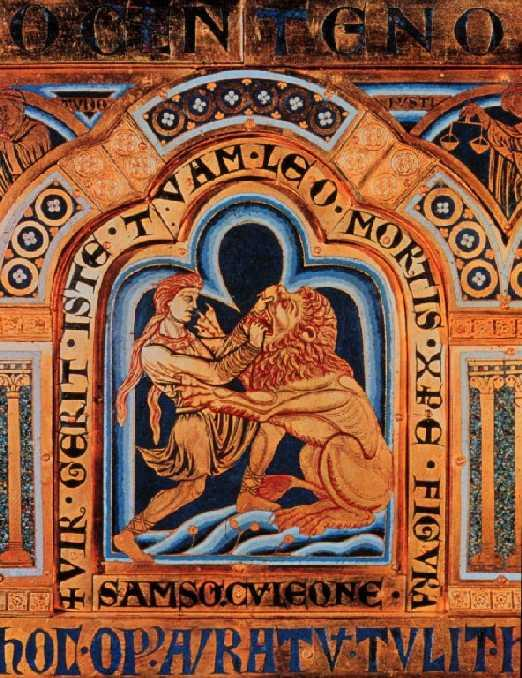
Samson und der Löwe. Detail aus dem Klosterneuburger Altar des Nikolaus von Verdun, 1181, Grubenschmelz und vergoldetes Kupfer
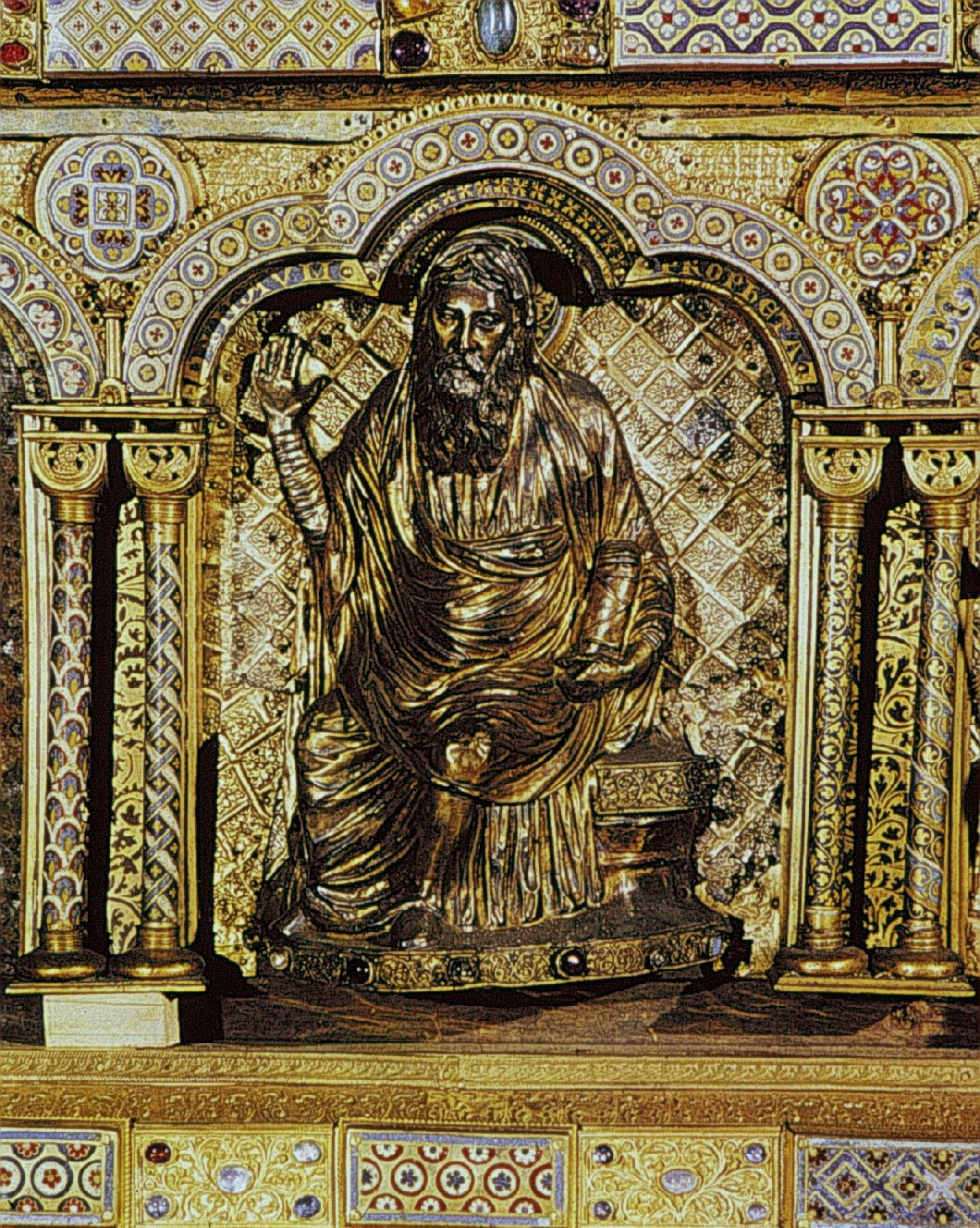
Prophetenfigur vom Kölner Dreikönigenschrein,  um 1180
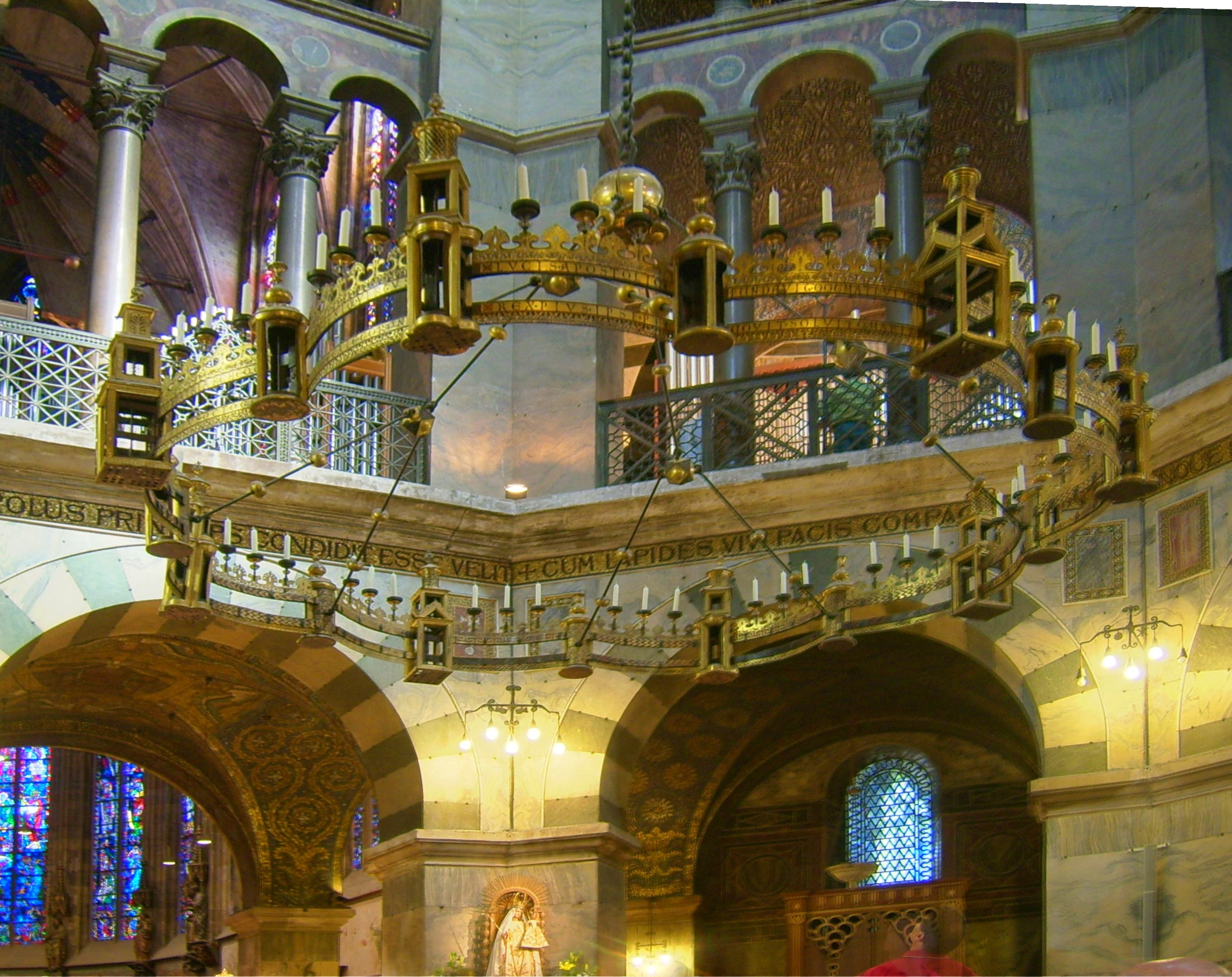
Barbarossaleuchter, Kupfer vergoldet, maasländisch um 1165–1170, Aachener Dom
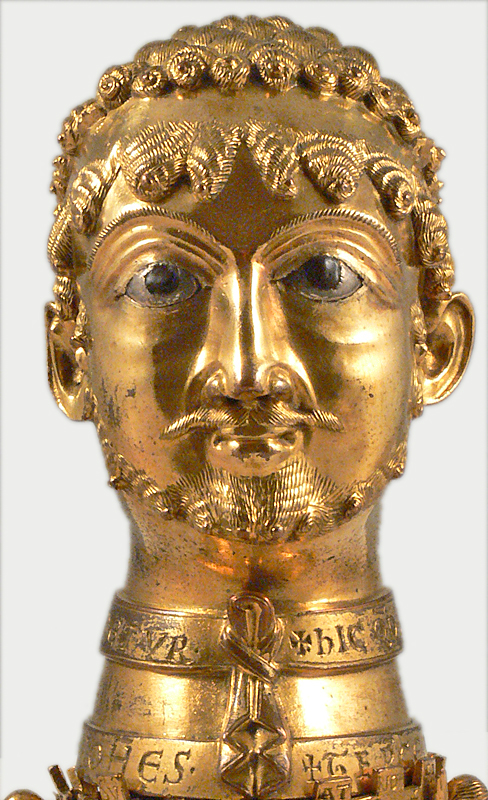
Cappenberger Barbarossakopf, vergoldete Bronze, westdeutsch um 1160, kath. Pfarrkirche St. Johannes Evangelist, Cappenberg

#### Gotik
Das Email verliert in der Gotik an Dominanz, mit der Rückkehr zum transluziden Schmelz und zum Durchscheinen des Silbergrundes nimmt es teil an dem gleißenden Lichtspiel der sich immer mehr verfeinernden Architekturelemente. Diese Einbeziehung architektonischer Elemente ist (neben dem Falten- und Figurenstil) das deutlichste formale Charakteristikum gotischer Goldschmiedewerke. Die Schreine entwickeln sich zu kleinen Kapellenbauten. Der (mehrfach überarbeitete) Marienschrein in Tournai (1204) des Nikolaus von Verdun, der Aachener Marienschrein (1238 vollendet), der Marburger Elisabethschrein (um 1250), der (zerstörte) Schrein des Hl. Patroklus in Soest (1313) und die beiden Dreiturmreliquiare des Aachener Domschatzes (um 1360/70) stehen für Stufen dieser Entwicklung. Andere Reliquiare erhalten wenigstens einen mit Maßwerk gezierten Sockel. Doch kein liturgisches Gefäß treibt die Auflösung in ein filigranes Konstrukt aus Strebewerk und Fialen weiter als die Monstranz, in der die der Gotik immanente Tendenz zur Vertikalisierung deutlichsten Ausdruck findet.
Quantitativ gesehen, haben sich vom sakralen Gerät des Mittelalters vor allem die unverzichtbaren und daher vor Liquidierung am ehesten geschützten Kelche in Kirchen und Museen erhalten. Die Reliquienschätze der Dome und großen Stiftskirchen wurden vor den Gläubigen und Pilgern nicht verborgen. Es entstanden erste Reliquiare mit individuellen Gesichtszügen, wie die bereits erstaunlich plastisch gearbeitete Karlsbüste von 1349. Die Schreine wurden in Altaraufbauten ständig ausgestellt, andere Schaugefäße in sich wiederholenden Heiltumsweisungen festlich vorgeführt. Andere Reliquiensammlungen waren in fürstlichem Privatbesitz zusammengetragen worden (z. B. der 1368 von Papst Urban V. an Kaiser Karl IV. geschenkte und lange in der Burg Karlstein verwahrte Schatz, der Welfenschatz, das Hallesche Heiltum).

Goldschmiedearbeiten der Gotik
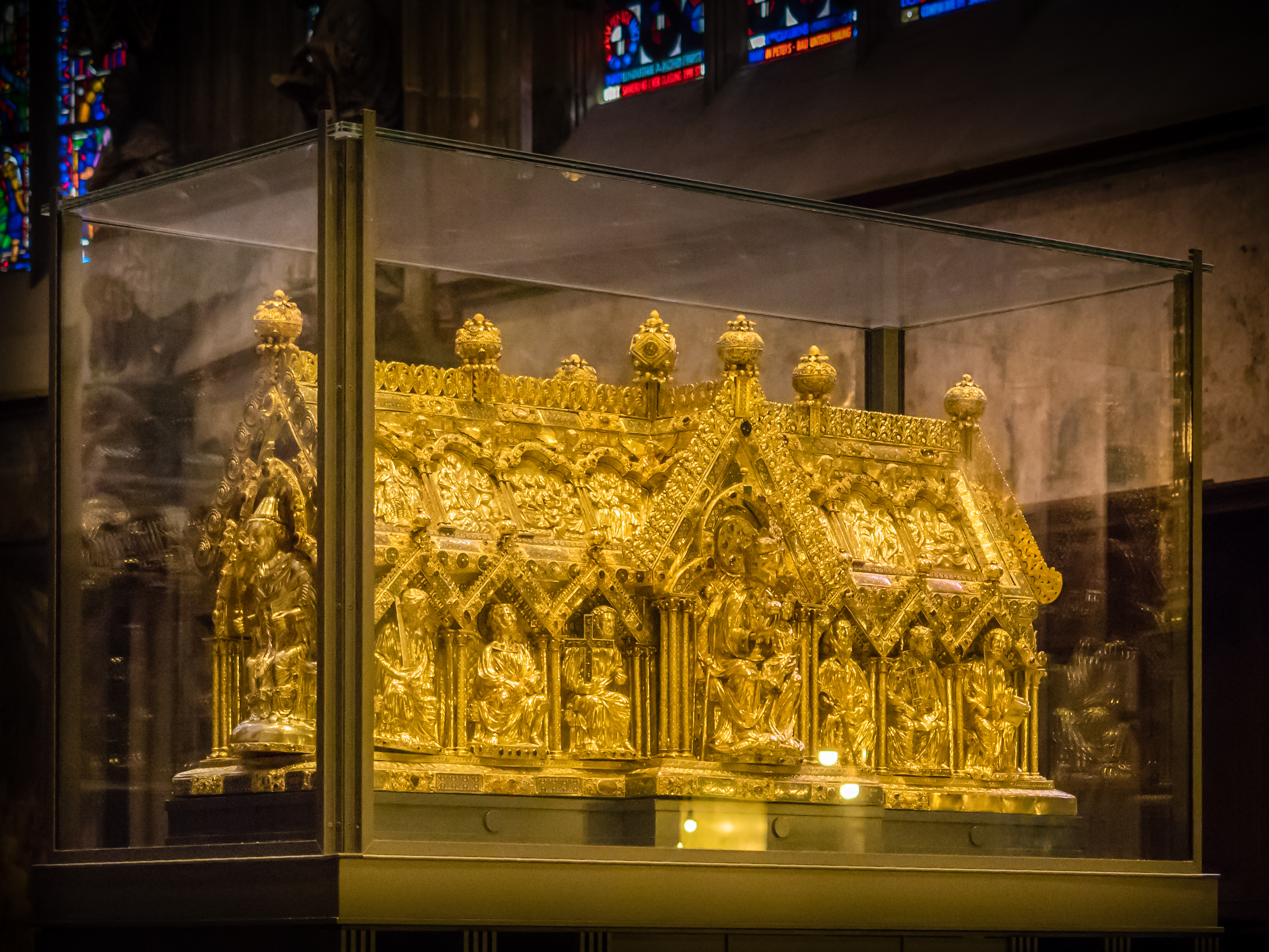
Marienschrein, 1238 vollendet, Aachener Dom
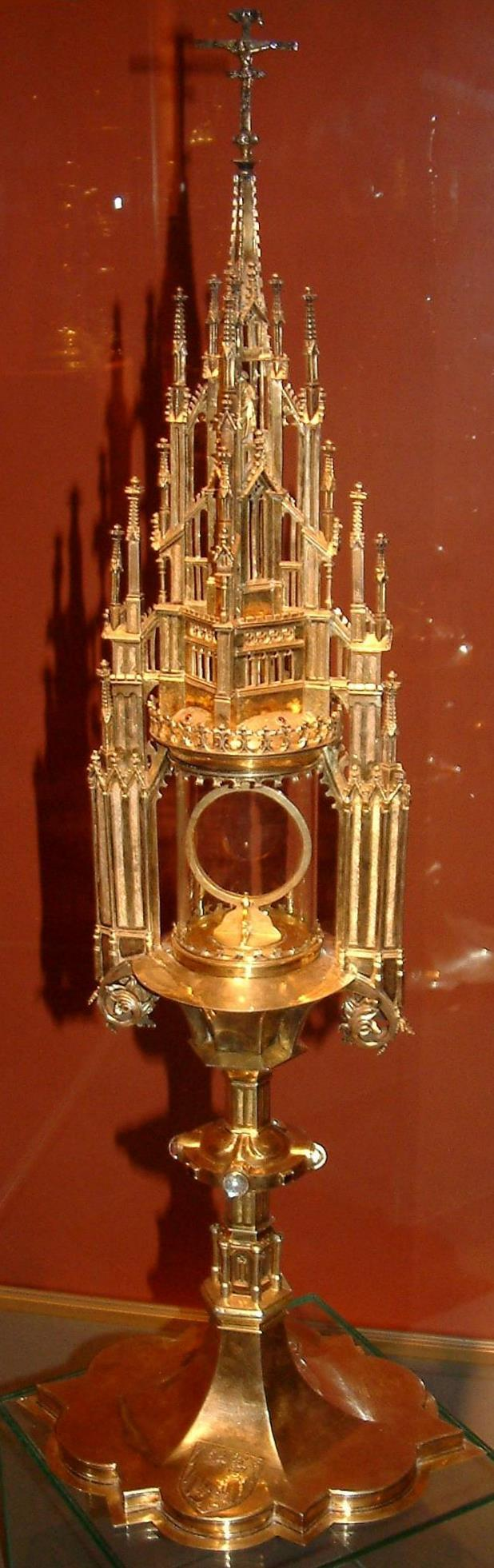
Monstranz, um 1400, Erzbischöfliches Museum Posen
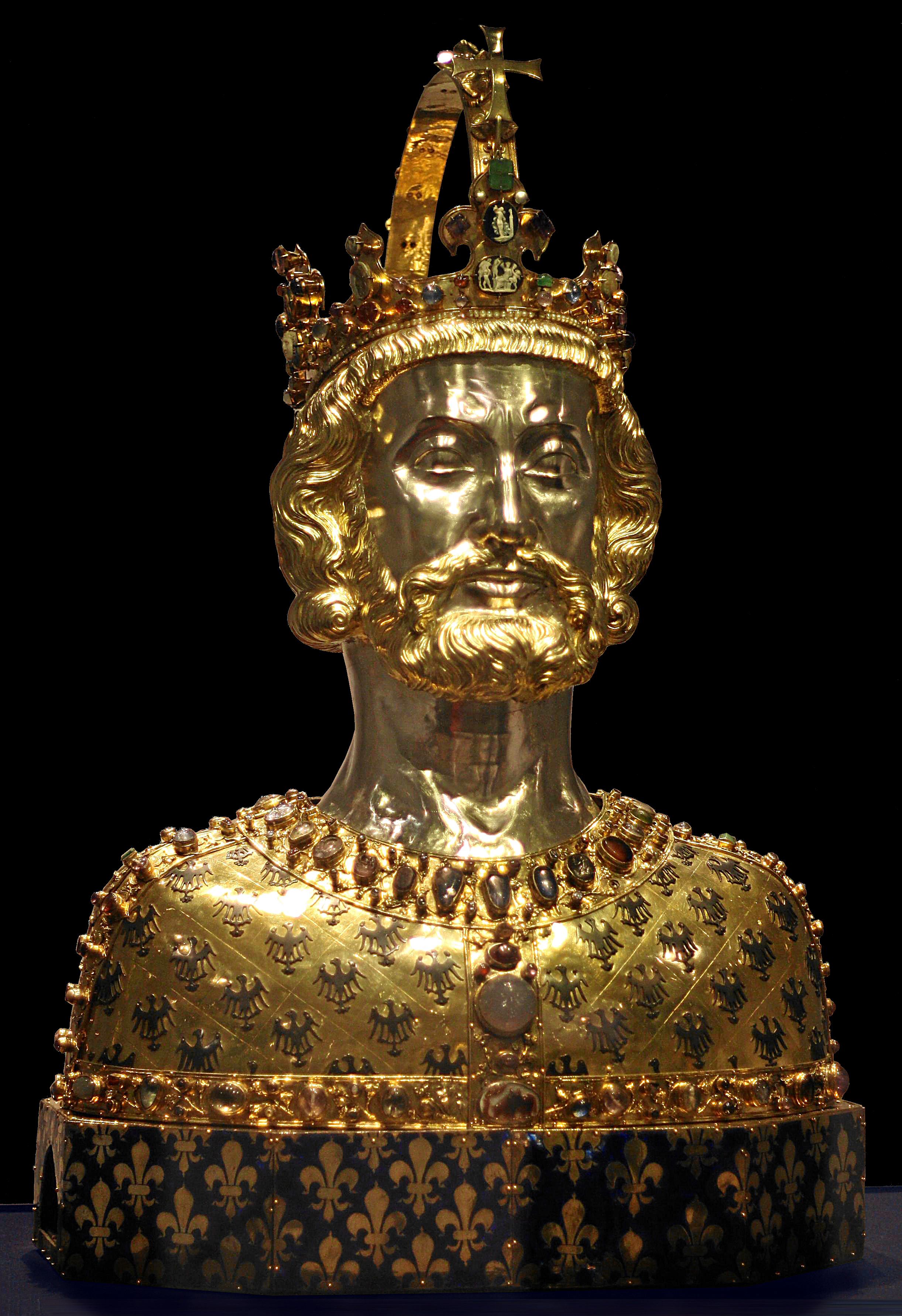
Karlsbüste, Aachen um 1350, Aachener Domschatzkammer

#### Spätmittelalter
Gegenüber der immer noch großen Fülle kirchlicher Goldschmiedearbeiten sind profane Werke aus dem Mittelalter heute von größter Seltenheit. Geräte des Tafelsilbers wurden fast ausnahmslos eingeschmolzen. Einzelne Schmuckstücke sind archäologisch zutagegetreten. Andere Kostbarkeiten, wie die Reichskleinodien, haben ihrer politischen Bedeutung wegen die Wirren der Zeit überstanden. Erst ganz gegen Ende des Mittelalters nimmt die Zahl der erhaltenen Werke, jetzt auch aus den bürgerlichen Ratssilberschätzen und bürgerlichen Privathaushalten, geringfügig zu. Von außerordentlichem Rang sind das Goldene Rössl (1404), das Oldenburger Wunderhorn (um 1474/75) sowie das Schlüsselfelder Schiff (gegen 1503).

Goldschmiedearbeiten des späten Mittelalters
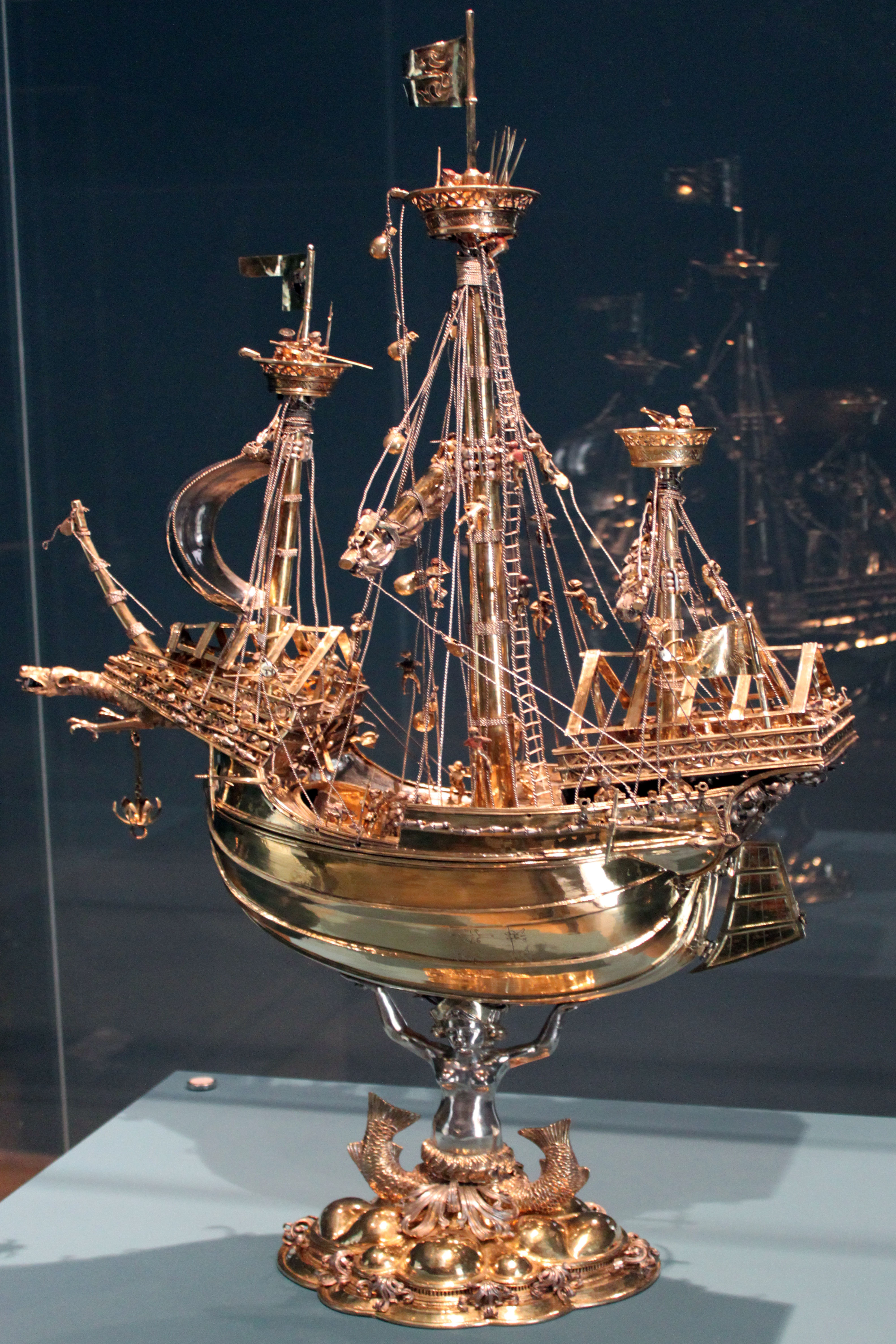
Das Schlüsselfelder Schiff, gegen 1503, Germanisches Nationalmuseum Nürnberg
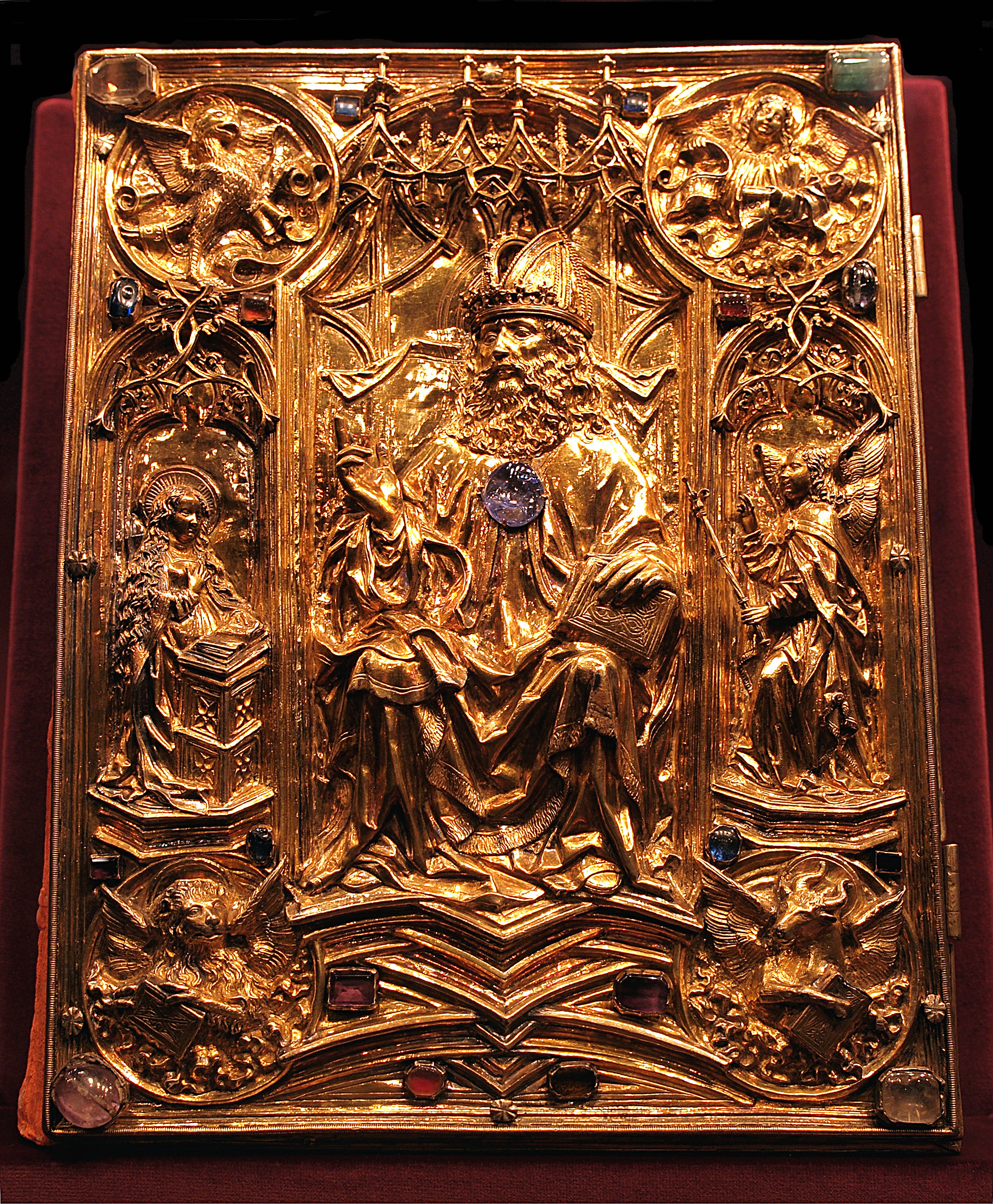
Buchdeckel des Krönungsevangeliars aus den Reichskleinodien. Hans von Reutlingen, um 1500, Weltliche Schatzkammer, Wien
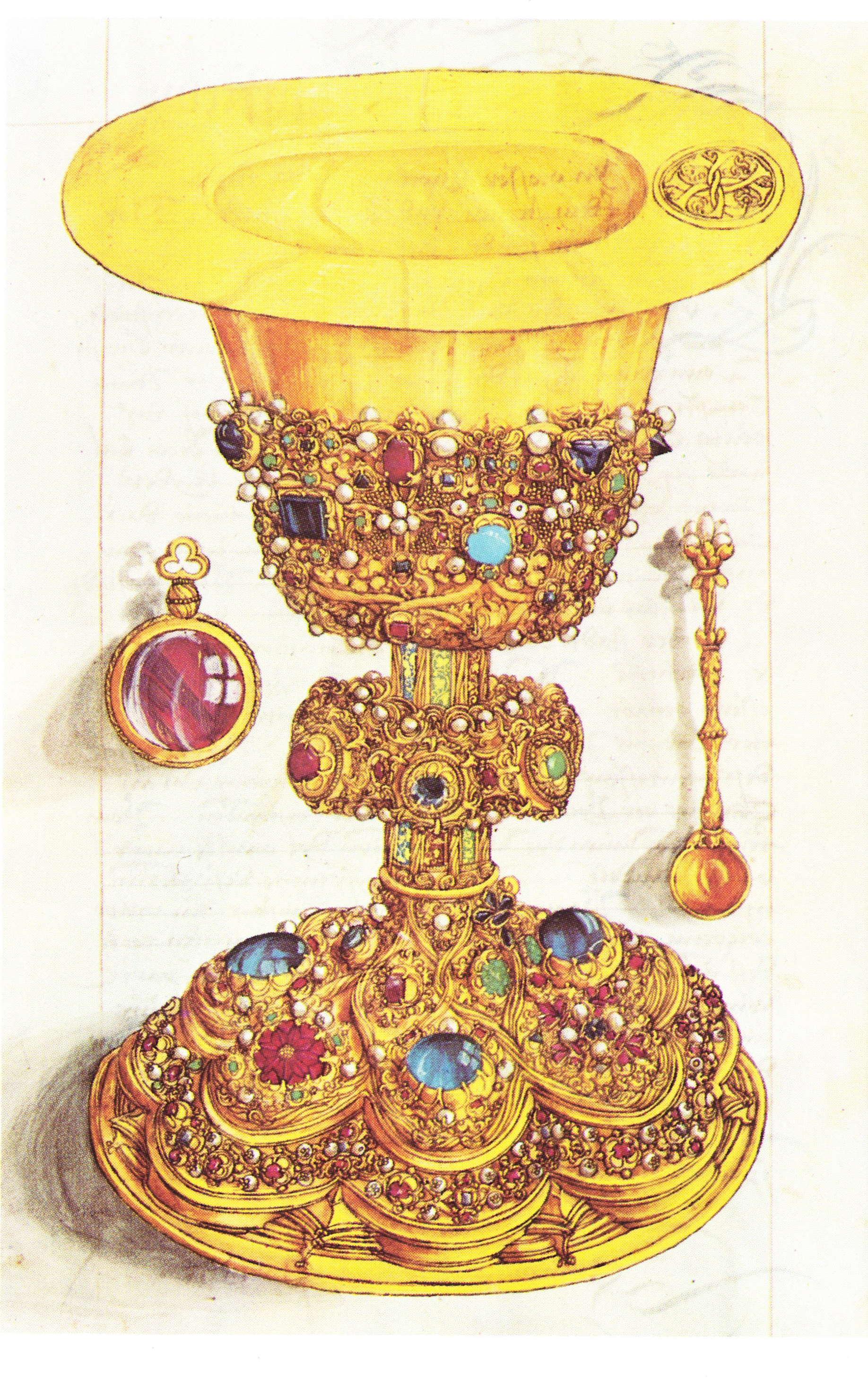
Kelch vor 1513 aus dem Halleschen Heiltum. Buchmalerei von 1526 in der Hofbibliothek Aschaffenburg. Dargestellt ist ein Werk des Hans Hujuff († 1536) aus Halle, heute im Dom zu Uppsala

### Neuzeit
Wurde im Mittelalter in Europa vor allem kultisches Gerät von den Goldschmieden hergestellt, so arbeiteten sie seit der Renaissance auch für die weltlichen Bedürfnisse der Herrscher nach Prunk und angemessener Repräsentation. Berühmtestes Beispiel dieser Zeit ist wohl ein Tafelaufsatz für Franz I. von Frankreich von Benvenuto Cellini, die sogenannte Saliera. Das Prunkbedürfnis barocker Herrscher äußerte sich in einem steigenden Bedarf an prächtigem Tafelsilber, Tafelaufsätzen und kostbaren Prunkgefäßen. Ein berühmter Goldschmied dieser Zeit ist Johann Melchior Dinglinger am Hofe Augusts des Starken in Dresden. Das bedeutendste Zentrum des europäischen Gold- und Silberschmiedehandwerks war zu dieser Zeit aber Augsburg.
1658 verdoppelte sich die Einwohnerzahl von Hanau durch den Zuzug der Hugenotten und Wallonen von 4.000 auf 8.100. Nach Verhandlungen mit Graf Philipp Ludwig II von Hanau-Münzenberg kamen vor allem Familien aus Metz und Umgebung. Gegen die Zusicherung der freien Religionsausübung verpflichteten sich die Flüchtlinge, in Hanau wirtschaftlich tätig zu werden. Sie planten auf dem Reißbrett die Hanauer Neustadt im Renaissance-Stil, damals ein Novum im Städtebau und Vorbild für weitere Planungen in Mannheim und Neu-Isenburg. In der Hanauer Neustadt fasste die französische Goldschmiedekunst Fuß. Der Aufstieg Hanaus zu einem wichtigen Wirtschaftsstandort begann.

#### Georgian – 1714 bis 1837 (Groß-Britannien)

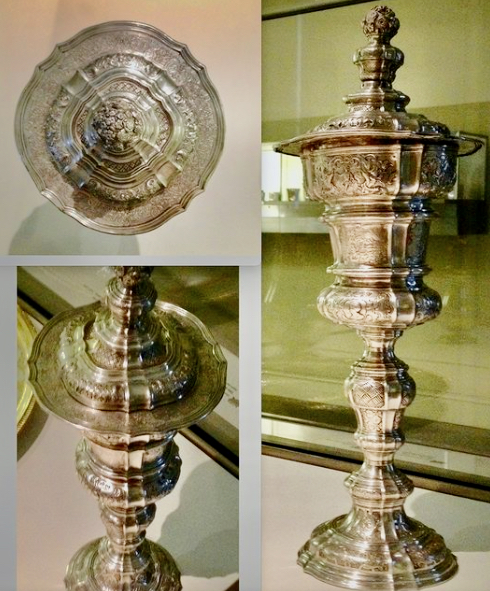
Jean-Jacques Bury: Hanap (Trinkkelch), 1732, Musée des Arts décoratifs de Strasbourg

Im Zeitalter der vier englischen Könige von George I. bis George IV. wurden hauptsächlich Perlen und Edelsteine wie Türkis, Amethyst und Diamant verwendet, die wiederum nur einfach geschliffen und mit groben Facetten versehen waren, da die Schleifkunst gerade auch von Diamanten erst in ihren Anfängen war. Auch Stahl wurde zu beeindruckenden Schmuckstücken verarbeitet.

#### Klassizismus – etwa 1770 bis 1840
Dieser Schmuck entstand in Anlehnung an die Antike und wurde aus Stahl und Strass (farblos geschliffenes Glas) gearbeitet. Er hielt sich weit bis in die Biedermeierzeit. Auch Berliner Eisenschmuck hatte seinen Ursprung im Klassizismus.

#### Mitte des 18. Jahrhunderts
Inspiriert von den Ausgrabungen in Pompeji kommt Gemmen-Schmuck in Mode, als Kopfschmuck, Haarnadeln, Ohrringe, Stirnbänder, Halsketten, Armreif, Ringe und Gewandschmuck. In mineralischen oder organischen Materialien wie Achat, Onyx, Karneol, Sarder, Elfenbein oder Muschel werden Porträts geritzt, geschnitten und graviert. Entweder ist die Gemme ein erhaben gravierter Stein, wobei die Gravur aus dem Schmuckstück, etwa einer Brosche, hervorsteht, oder die Gravur ist vertieft (Intaglio). Ein Ring könnte so als Siegelring dienen.

#### Biedermeier – etwa 1814 bis 1848
Andere Verarbeitungstechniken wurden angewandt, da Gold rar war. Armreife, Broschen und Colliers wurden überwiegend aus dünnem Goldblech gefertigt, mit Sand und Gips gefüllt oder hohl belassen (Schaumgold). Andere Materialien und Metalle kamen zum Einsatz, Horn, Haar, Koralle und Tombak, eine Legierung aus Kupfer und Zink. Der rote Granat (Böhmischer Granat) wurde in Tombak-Legierungen gefasst. Erinnerungsstücke wie Haarlocken wurden in Medaillons getragen sowie Miniaturmalereien, meistens Porträts, als Anhänger.

#### Victorian – 1837 bis 1901 (Groß-Britannien)
Die Motive kamen aus der Natur. Haare wurden zu Schmuck verarbeitet, auch Gagate (Pechkohle), der sogenannte Trauerschmuck. Ab 1855 wurde Schmuck mit großen Farbedelsteinen reichlich besetzt. Das Gold wurde teilweise mattiert. Mit den großen Diamantenfunden in Südafrika kamen glitzernde Brillanten in Mode. Der Schmuck wurde weniger ausladend mit weniger Farbedelsteinen gearbeitet. Es kam dezenter, enger anliegender Schmuck mit Opal und Brillanten in Mode. Mit ihrer Ausstellung 1886 zeigte die Art Worker‘s Guild ihren kunsthandwerklichen Schmuck aus einfachen Materialien und schlichten Formen. Im ausgehenden viktorianischen Zeitalter wurden Taschenuhren an langen Ketten und Goldschmuck in Form von Insekten und Kleingetier als Anhänger, Broschen, Armbänder und Ringe getragen. Friedrich Isaac Roediger in Hanau stellte, assistiert vom jungen Robert Bosch, als erster die Fuchsschwanzkette maschinell her.

#### Historismus – etwa 1840 bis 1914
Farbedelsteine konnten durch Dampfmaschinen, Dampfschiffe, Eisenbahnen und Elektrizität schneller und einfacher bezogen werden. Die Pioniere der Schmuckindustrie begannen ihr Wirken. Alle vorangegangenen Neo-Stilrichtungen leben noch einmal auf. Es gibt stilgenau nachgearbeiteten Barockschmuck, der die Pracht der vergangenen Zeiten noch einmal aufzeigt. Ausladender, prunkvoller Granatschmuck wurde in allen Varianten gearbeitet.

#### Belle Èpoque – etwa 1884 bis 1914 (Europa)
Eine vielseitige Verwendbarkeit stand hoch im Kurs. Broschen und Haarspangen konnten als Anhänger getragen werden und umgekehrt. Ausladende Colliers wurden verkürzt getragen, das daraus verbleibende Schmuckstück konnte als Armband verwendet werden. Die Verarbeitung wurde ausgefallener und außergewöhnlicher. Die Edelsteine wurden größer gewählt. In handwerklich exquisiteren Fassungen wurden Edelsteine aus der ganzen Welt präsentiert. Neue Verarbeitungstechniken führten zu einer nie da gewesene Leichtigkeit und Eleganz. Der Cabochon-Schliff kommt in Mode. Die Schmuckstücke zeigen Libellen, Schmetterlinge und anderen Insekten in ihrer bunten Vielfalt, hergestellt aus verschiedenen Edelmetall-Legierungen und Farben, besetzt mit Saphiren, Rubinen, Smaragden, Aquamarinen, Amethysten, Perlen, Opalen und mit weniger Diamanten.

#### Asiatische Silberschmiedekunst – etwa 1850 bis 1942 (Asien)
In Asien, insbesondere in China, Japan und Thailand, wurden ab der zweiten Hälfte des 19. Jahrhunderts zunehmend Silberwaren für den Hausgebrauch erzeugt. In China wurden traditionelle Dekorationsmotive wie Chinesischer Drache, Phönix, aber auch Bambus, Pflaumen- und Kirschblüten, Landschaftsbilder und Szenen eingesetzt (wie bei Wang Hing). In Japan wurden vor allem florale Motive wie Chrysanthemen, Pflaumen- und Kirschblüten und insbesondere für den Export auch Drachenmotive verwendet (wie bei Konoike Yokichi, Samurai Shokai und Arthur & Bond), während in Thailand unter anderem Elefanten zum Einsatz kamen. Als weitere Metalle und -legierungen wurden in Japan neben Silber und Gold auch Shakudo, Shibuichi, Mokume Gane und Antimon eingesetzt, um zusätzliche Farbgebungsmöglichkeiten zu erhalten.

#### Jugendstil (Deutschland) / Art Nouveau (Frankreich/Belgien) – 1897 bis etwa 1920
Künstler der Epochen Jugendstil, Art déco, Bauhaus, Arts & Crafts und des niederländischen De Stijl haben außergewöhnlichen Schmuck und silbernes Tafelgeschirr geschaffen. Mit der englischen Bewegung Arts and Craft kam eine Neubesinnung. Mit Kunsthandwerk sollte der zunehmenden Industrialisierung und Massenproduktion etwas entgegengesetzt werden. Inspiriert von antiker Mythologie, Göttern und Göttinnen, Fabelwesen und antiker Kunst, wurde Einzigartiges geschaffen. Zahlreiche Figuren aus Bronze und Porzellan zeigen die Sehnsucht nach Schönheit und Sinnlichkeit auf. Nixen, Nymphen, Faune und Fabelwesen erscheinen zwischen dekorativen Fauna- und Floramotiven. Email wurde bei den bunt schillernden Flügeln der Tiermotive farbintensiv angewandt.

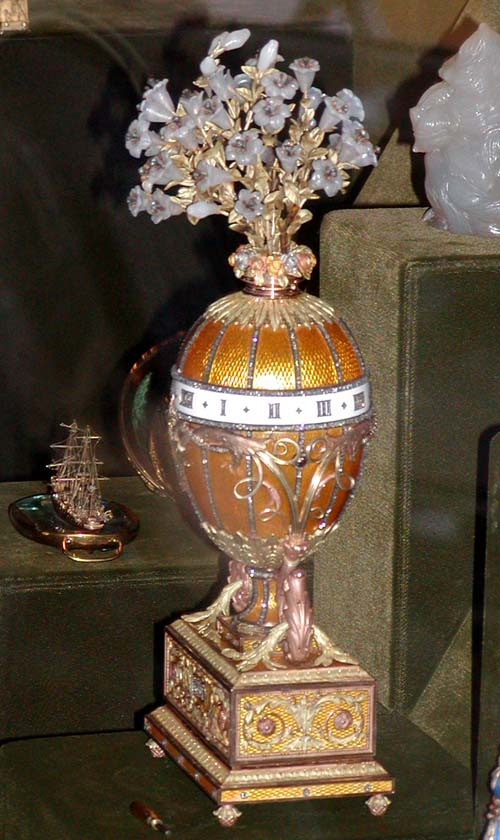
Fabergé: Uhr-Ei, 1899

Als die Fabergés auf der Allrussischen Ausstellung 1882 in Moskau einige kostbare Arbeiten an den Kaiser Alexander III. verkaufen konnten, gelang ihnen der Durchbruch. Der finnische Goldschmied Eric Kollin inspirierte die Fabergés zum Fabergé-Ei. Russischer Osterbrauch sollte mit der Goldschmiedekunst verbunden werden. Für das „Uhr-Ei“ auch „Madonna-Lilien-Ei“ oder „Lilien-Uhr-Ei“ erhielt Peter Carl Fabergé 1899 eine Goldmedaille verliehen. In der Folge entstand zu jedem Osterfest ein Fabergé-Ei, das der Kaiserin Maria Fjodorowna, geb. Dagmar von Dänemark, zum Geschenk gemacht wurde. Fabergé gewann dafür renommierte Goldschmiedemeister wie Michail Jewlampjewitsch Perchin und Henrik Wigström. Nach 1895 ließ Alexanders Sohn und Nachfolger Nikolaus II. je zwei Eier anfertigen, die er der Kaiserin Alexandra Fjodorowna, geb. Alix von Hessen-Darmstadt und seiner Mutter schenkte. Carl Fabergé bediente die europäischen Monarchien ihrem Geschmack gemäß, zwar nicht mit gestalterischen Innovationen, aber dafür mit ausgezeichnetem Email-Handwerk.

#### Edwardian – 1901 bis 1914 (Groß-Britannien)
Eduard VII. kam 1901 an die Macht. Die fortschreitende Industrialisierung brachte neue Schmelzverfahren und bessere Brennöfen, Platin- und Weißgoldlegierungen konnten nun hergestellt werden. Dieser Schmuck kam in Mode und wurden reichlich mit Brillanten und Perlen besetzt. Der Schmuck der Frauenbewegung Give Women Vote war farbig. Anhänger oder Broschen wurden als politisches Zeichen getragen: Ein grüner Edelstein stand für das „G“, ein weißer Edelstein oder eine Perle für das „W“ und ein violetter Edelstein – meistens ein Amethyst – für das „V“.

#### Art Déco – etwa 1920 bis 1940
Die Grabstätte des ägyptischen Pharaos Tutenchamun wurde entdeckt. Der prunkvolle Schatz hatte eine große Wirkung auf die Künstler, die nun einfacher und schneller reisen konnten. Zentrum dieser Epoche war Paris. Plastik und Bakelit wurde entwickelt, Metall wurde vernickelt und verchromt. Farbige Goldlegierungen wie Rot- oder Roségold kamen in Mode. Europäische Edelsteinhändler konnten eine größere Vielfalt an Edelsteinen und weiteren Materialien wie Diamant, Jade, Koralle, Perlen, Onyx, Ebenholz, Lapislazuli, Mondstein, Perlmutt, Saphir, Rubin, Aquamarin zu günstigeren Preisen und schneller beschaffen. Der Aufstieg der berühmten Juwelierhäuser begann. Stirnbänder in vielen Varianten und lange Ketten aus Perlen kamen in Mode. Auch werden allerlei Accessoires an langen Goldketten getragen. Ab 1914 erhöht sich die Zahl der Schliffarten. Durch technische Erfindungen und die Verbesserung der Kleinwerkzeuge kann beim Schleifen von Diamanten noch mehr Brillanz erreicht werden. Der Baguette-, Trapez- und Achtkantschliff wird modern. Der rund geschliffene Altschliff-Diamant verdrängt zunehmend den Altschliff in der sogenannten Antikform.

#### Vintage – nach 1950 bis etwa 1990
In Neugablonz entsteht ein neues Schmuckzentrum, Pforzheim erlebt einen Aufschwung, der jedoch bald in einen Niedergang mündet. Der von Künstlern   in München, Hanau, Pforzheim, Amsterdam und London geschaffene Autorenschmuck, als Pionier ist hier Claus Bury zu nennen, kommt vor allem in Deutschland, Holland und Großbritannien auf. Nicht nur Goldschmiede, auch Künstler der Pop-Art zeigen ihren Schmuck in Galerien und feiern Vernissagen.